# Еволуција плаже
Еволуција плажа је природни процес који се одвија дуж обала где морска, језерска или речна вода еродира земљиште. Плаже се формирају како се песак накупља током векова кроз понављајуће процесе који еродирају стеновити и седиментни материјал у наслаге песка. Речне делте доприносе таложењем муља који се носи узводно, накупљајући се на ушћу реке и продужавајући обале језера или океана. Катастрофални догађаји попут цунамија, урагана и олујних удара убрзавају еволуцију плажа.

## Акреција и ерозија

### Изненадни и брзи процеси

#### Цунами и олујни удари изазвани ураганима
Цунами могу изазвати значајну ерозију и померање седимената. Могу уклонити годинама нагомилани песак са плажа и уништити приобалну вегетацију. Ови снажни таласи могу поплавити унутрашња подручја далеко изнад типичне ознаке плиме. Поред тога, брзе струје повезане са цунамијем могу срушити куће и друге приобалне објекте.
Олујни талас је излив воде на копну повезан са временским системом ниског притиска. Олујни удари могу изазвати акрецију (накупљање) и ерозију плажа. Историјски значајни олујни удари догодили су се током поплаве Северног мора 1953. године, урагана Катрина и циклона Бхола 1970. године.

#### Промене нивоа мора повезане са вулканима и земљотресима
И геолошки догађаји и клима могу променити (постепено или изненада) релативну висину Земљине површине у односу на ниво мора. Ови догађаји или процеси континуирано мењају обале.
Вулканска активност може створити нова острва. На пример, острво Сиртсеј на Исланду, које има пречник од 800 метара, настало је између новембра 1963. и јуна 1967. Острво је изникло из подводних отвора који су део подморског вулканског система Вестманаејар. Иако је острво од тада делимично еродирало, очекује се да ће трајати још 100 година.
Неки земљотреси могу створити изненадне варијације релативног нивоа тла и драматично променити обалу. Структурно контролисане обале укључују зону раседа Сан Андреас у Калифорнији и сеизмички медитерански појас (од Гибралтара до Грчке).
Залив у Поцуолију, у Италији, доживео је стотине потреса између августа 1982. и децембра 1984. године. Потреси, који су достигли врхунац 4. октобра 1983. године, оштетили су 8.000 зграда у центру града и подигли морско дно за скоро 2 м. Због тога је залив Поцуоли постао превише плитак за велике бродове и захтевао је реконструкцију луке новим кејевима. Фотографије приказују луку пре издизања и нови кеј.

### Постепени процеси
Постепена еволуција плажа често долази од интеракције уздужног приобалног наноса, процеса вођеног таласима којим се седименти крећу дуж обале плаже, и других извора ерозије или накупљања, као што су оближње реке.

#### Делте
Делте се хране алувијалним системима и акумулирају песак и муљ, растући тамо где је проток седимента са копна довољно велики да се избегне потпуно уклањање обалним струјама, плимом или таласима.
Већина модерних делти формирана је током последњих пет хиљада година, након што је достигнут садашњи највиши ниво мора. Међутим, не остају сви седименти трајно на свом месту: краткорочно (деценије до векови), изузетне речне поплаве, олује или други енергетски догађаји могу уклонити значајне делове седимента делте или променити његову расподелу режњева (образац у којем се седименти таложе преко делте, формирајући различите структуре у облику режњева) и, на дужим геолошким временским скалама, флуктуације нивоа мора доводе до уништења карактеристика делти.

#### Промене нивоа мора повезане са слегањем и издизањем
Слегање је кретање Земљине површине надоле у односу на ниво мора услед унутрашњих геодинамичких узрока, може се десити природно или услед људских активности. Супротност слегању је издизање, које повећава надморску висину.
Венеција је вероватно најпознатији пример локације која се слеже. Изграђена изнад приобалне лагуне, периодично доживљава поплаве када дођу екстремне плиме или таласи; Трг Светог Марка је изграђен само 55 центиметара изнад нивоа мора. Овај феномен је узрокован збијањем младих седимената у делти реке По, што је појачано експлоатацијом подземних вода и гаса. Вештачки радови за решавање овог прогресивног спуштања воде били су неуспешни.
Меларен, треће по величини језеро у Шведској, пример је деглацијалног издизања. Некада је то био залив којим су морски бродови могли да плове далеко у унутрашњост земље, али је на крају постао језеро. Његово издизање је узроковано деглацијацијом: уклањање тежине глечера из леденог доба изазвало је брзо издизање удубљеног копна. Током 2.000 година издизање се одвијало брзином од око 7,5 цм годишње. Када је деглацијација завршена, издизање се успорило на око 2,5 цм годишње, а након тога је експоненцијално опадало. Данас, годишње стопе издизања износе 1 цм или мање, а студије сугеришу да ће се опоравак наставити још око 10.000 година. Укупно издизање од краја деглацијације може бити и до 400 м.

## Управљање плажама
Интегрисано управљање приобалним подручјем минимизира негативне људске утицаје на обале, побољшава одбрану обале, ублажава ризик повезан са порастом нивоа мора и другим природним опасностима.
Ерозија плаже је врста биоерозије која мења обалску географију кроз морфодинамику плаже. Постоје бројни случајеви модерног повлачења плажа, углавном због померања обале и опасности од развоја обале повезаних са људским активностима.
Решења се крећу од „не радити ништа“ до приступа „померити плажу ка мору“ који користи елементе тврдог и меког инжењеринга. Интервенционистичке методе, као што је „померање плаже ка мору“, комбинују методе тешког инжењерства као што је изградња структура (акропода) са методама меког инжењерства као што је стабилизација пешчаних дина. Ове интервенције имају за циљ спречавање ерозије плаже изазване дужобалним покретом и опасностима од развоја обале, као и олакшавање еволуције и ширења плаже.

### Приступи планирању обале
Пет генеричких приступа планирању који се користе у одбрани обале су:
- Напуштање обале: не радите ништа, пустите да природни процес преузме контролу.
- Управљано повлачење, такође названо преусмеравање.
- Држање обале: коришћењем техника очвршћавања обале стварањем трајних бетонских и камених конструкција као што су насипи.
- Померање плаже ка мору: коришћењем техника чврсте и меке интервенције, обично у подручјима од великог економског значаја.
- Ограничена интервенција: обично у подручјима ниског економског значаја, често укључује сукцесију халосера, укључујући слане мочваре и пешчане дине.

### Обално инжењерство
Технике обалног инжењерства могу се класификовати у две категорије: методе тврдог инжењерства и методе меког инжењерства.

#### Методе тешког инжењерства
Методе тешког инжењеринга се називају и „структурне методе“. Постоје четири главна типа чврстих инжењерских структура, наиме морски зид, облога, полубрана или лукобран. Најчешће коришћене тврде структуре су морски зид и низ „насипа на рту“ (лукобрана повезаног са обалом насипом).

###### Морски зидови
Морски зидови у облику косих облога преусмеравају већину инцидентне енергије, што резултира ниским рефлектовањем таласа и знатно смањеном турбуленцијом. Користе се порозни дизајни камених или бетонских предмета као што су тетраподи или X блокови са степеницама за приступ плажи. На пример, морски зид на плажи Кронула, у Новом Јужном Велсу, је бетонски зид. Потопљени морски зидови или структуре су изграђени да би створили подводне гребене како би успорили енергију таласа и ерозију плаже.
- Морски зид у Холандији који пропушта плиму и организме, али разбија енергију таласа.
- Камени морски зид са цементираном стазом, облогом од блата стабилизованом травом и шљунковитим  насипом у основи.

###### Полубране
Полубране су зидови нормални на обалу. Генерално се постављају у низу, а подручја између група насипа називају се поља насипа. Да би се песак усмерио ка обали циљаној за нагомилавање песка, на узводном крају плаже поставља се краћи насип благо окренут ка низводној страни плаже, на низводном крају плаже поставља се дужи насип, а између два краја поставља се низ насипа. Насипи су често направљени од габиона, бетона, камена или дрвета. Материјал се накупља на страни низводног наноса, где је литорални нанос претежно у једном правцу, стварајући ширу и обилнију плажу. Насипи су исплативи, захтевају мало одржавања и једна су од најчешћих одбрамбених структура.
- Серија исплативих насипа од дрвета.
- Дрвени балвани испуњени каменом, једноставни за изградњу, исплатива опција направљена од јефтиних и домаћих материјала.
- Полубрана код Мандслија, Норфок, Велика Британија.
- „Насип рт“ на плажи Ист Коуст у Сингапуру

###### Лукобран
Лукобрани су приобалне структуре изграђене паралелно са обалом како би променио смер таласа и енергија плиме и осеке. Таласи се ломе даље од обале и стога губе ерозивну моћ. То доводи до формирања ширих плажа, које додатно апсорбују енергију таласа. Низ лукбрана се често поставља дуж обале плаже.

###### Облога
Облоге су косе или усправне блокаде, изграђене паралелно са обалом, обично према задњем делу плаже, како би се заштитило подручје иза ње. Најосновније облоге се састоје од косих дрвених плоча са могућим испуњењем каменом. Таласи се разбијају о облоге, које расипају и апсорбују енергију. Обала је заштићена материјалом са плаже који се налази иза баријера, јер облога задржава део материјала. Осим ако се друге методе не користе у комбинацији, таласи прогресивно еродирају и уништавају облогу, што захтева континуирано одржавање.

##### Елементи конструкције
Грађевински елементи могу се уградити у било коју од горе наведених структура, било као основни елемент или као додатни елемент за побољшање како би се смањили трошкови и одржавање главних структурних елемената.

###### Бетонски предмети
То су сложени армиранобетонски објекти. Једноставни бетонски блокови су замењени овим сложеним бетонским објектима јер су ти објекти отпорнији на дејство таласа и захтевају мање бетона да би се постигао врхунски резултат.  Користе се за изградњу морских зидова, насипа, лукобрана и других објеката, укључујући стамбене зграде. Тетраподи који се користе дуж улице Марин Драјв у Мумбају су пример сложених бетонских објеката.
- Тетраподи, Марин Драјв, Мумбај
- Долос
- КОЛОС
- X блокови

###### Габиони
Габиони се граде тако што се громаде и камење постављају у мрежасте кавезе и постављају испред подручја подложних ерозији, понекад на ивицама литица или под правим углом у односу на плажу. Када океан удари на габион, вода се одводи остављајући седимент, док структура апсорбује умерену количину енергије таласа. Габиони морају бити сигурно везани да би заштитили структуру. Могу се користити за изградњу морских зидова, насипа, лукобрана, облога, зграда, подводних гребена итд.
- Габион, заварена жичана мрежа испуњена каменом

#### Методе меког инжењеринга
Меки инжењеринг користи „меку“ (нетрајну) структуру стварањем већег резервоара песка, померајући обалу ка мору. Стекао је популарност јер је чувао ресурсе плаже и избегавао негативне ефекте тврдих структура.

##### Управљано повлачење
Управљано повлачење значи да је обала остављена да еродира, док се зграде и инфраструктура премештају даље у унутрашњост.

##### Еволуција плаже
Еволуција плаже, такође названа „допуњавање плаже“ или „храњење плаже“, подразумева увоз песка и додавање на постојећу плажу. Увезени песак треба да буде сличног квалитета као и постојећи материјал за плажу како би се могао стопити са природним локалним процесима и без негативних ефеката. Потребне су поновљене апликације у годишњем или вишегодишњем циклусу. Допуна за плажу може се користити у комбинацији са структуром „лукобрана“ у облику полумесеца која се закривљује ка мору, што комбинује предности структура лукобрана и насипа.

##### Стабилизација пешчаних дина
Стабилизација пешчаних дина штити плаже хватањем песка који носи ветар, повећавајући природно формирање плажа. Ограде могу омогућити да замке за песак створе удубљења и повећају хватање песка који носи ветар. Биљке попут Амофиле (марам траве) могу везати седимент.

##### Одводњавање плаже
Одводњавање плаже снижава ниво подземних вода локално испод површине плаже. Ово узрокује накупљање песка изнад дренажног система.

## Статус плажа

### Историјско нагомилавање плажа
У Средоземном мору, делте континуирано расту последњих неколико хиљада година. Пре шест до седам хиљада година, ниво мора се стабилизовао, а континуирани речни системи, пролазне бујице и други фактори започели су ово стално повећање. Пошто је интензивно коришћење приобалних подручја од стране људи релативно скорија појава (осим у делти Нила), контуре плажа су првенствено обликоване природним силама све до последњих векова.
У Барселони је ширење обале био природан процес све до касног средњег века, када је изградња лука повећала стопу ширења.
Лука Ефес била је испуњена седиментом услед наношења из оближње реке; сада је удаљена 5 км од мора. Исто тако, Остија, некада важна лука близу старог Рима, сада је неколико километара у унутрашњости, а обала се полако помера ка мору.
Бриж је постао лука током раног средњег века и био је доступан морем све до око 1050. године. Међутим, у то време, природна веза између Брижа и мора се замуљила. Године 1134, олујна поплава отворила је дубок канал који је повезивао град са морем све до петнаестог века. Бриж је морао да користи бројне спољне луке, као што су Дам и Слуис, у ту сврху. Године 1907, отворена је нова морска лука у Зебрижу.

### Модерна рецесија на плажама
Тренутно, важни сегменти ниских обала су у рецесији, губећи песак и смањујући димензије плажа. Овај губитак може се десити веома брзо. Постоје различити разлози за повлачење плажа, неки су природнији од других (степен антропизације). Примери овога се дешавају у Сету, у Калифорнији, у Пољској, у Авеиру (Португал), и у Холандији и дуж Северног мора. У Европи је обалска ерозија широко распрострањена (најмање 70%) и распоређена веома неправилно.